# Joe Neguse
Joseph "Joe" Neguse, född 13 maj 1984 i Bakersfield i Kalifornien, är en amerikansk politiker (demokrat). Han är ledamot av USA:s representanthus sedan 2019.
I mellanårsvalet i USA 2018 besegrade Neguse republikanen Peter Yu och två övriga kandidater.